# Star Wars: Galaxy of Heroes
Star Wars: Galaxy of Heroes là một trò chơi trên điện thoại thể loại nhập vai và sưu tập thẻ bài do Capital Games phát triển và Electronic Arts phát hành. Trò chơi được phát hành trước ở Úc vào tháng 10 năm 2015, và chính thức được phát hành rộng rãi vào ngày 24 tháng 11 năm 2015.

## Cách chơi
Star Wars: Galaxy of Heroes cho phép người chơi sưu tập các nhân vật của Star Wars từ cả vũ trụ chính thống do hãng Lucasfilm tạo ra sau khi sáp nhập với The Walt Disney Company và những nhân vật từ loạt trò chơi điện tử Star Wars: Knights of the Old Republic, thành lập đội nhóm, và chiến đấu với nhau trong các trận chiến theo lượt. Có nhiều cách để sưu tập các nhân vật, một số nhân vật có sẵn cho người chơi sử dụng, một số nhân vật có được trong quá trình chơi hoặc được nhận sau khi hoàn thành các sự kiện trong trò chơi, thường dưới dạng sưu tập các shard để mở khóa hoặc nâng cấp nhân vật. Các shard có thể được nhận sau khi kết thúc các trận đấu hoặc mua trong cửa hàng. Sau khi nâng cấp một nhân vật không thuộc sự kiện lên hạng bảy sao, người chơi sẽ mở khóa một cửa hàng đặc biệt nơi các shard dư thừa có thể được trao đổi để lấy các thiết bị cần thiết trong trò chơi. Lượng shard cần thiết để có thể mở khóa một nhân vật sẽ tương đương với hạng sao mà nhân vật đó có được ban đầu, vốn sẽ kéo dài từ một tới bảy. Các nhân vật có thể được nâng cấp lên tối đa bảy sao, với mỗi sao tương đương với một lần nâng cấp năng lượng. Ngoài ra cũng có các droid huấn luyện, cung cấp điểm kinh nghiệm theo nhiều cấp độ khác nhau để nâng cấp nhân vật. Trang bị, mod, và khả năng của các nhân vật đều được sử dụng để nâng cấp nhân vật đó, dù nhiều trang bị trong số đó chỉ có thể được sở hữu sau khi người chơi chiến thắng các trận đấu từ một phe nhất định của Thần lực, điều này nhằm khuyến khích người chơi chơi các trận đấu từ cả hai phe. Cấp độ nhân vật cao nhất trong Star Wars: Galaxy of Heroes là 85, vốn được nâng cấp từ cấp độ cao nhất trước đó là 80 (trước đó nữa là 70). Cấp độ cao nhất của trang bị vẫn chưa được xác định rõ do một số trang bị cần có để nâng cấp lên mức cao hơn không có trong trò chơi. Người chơi nâng cấp kinh nghiệm của mình bằng các điểm kinh nghiệm có được từ nhiệm vụ hàng ngày hoặc các trận chiến. Đơn vị tiền tệ chính của trò chơi được gọi là "credit". Credit có thể được sử dụng để huấn luyện các nhân vật, mua vật phẩm từ cửa hàng, mở khóa nhân vật khi có đầy đủ lượng shard cũng như nâng cấp các nhân vật lên hạng sao cao hơn.
Mỗi trận chiến được chia theo nhiều vòng đấu, với nhân vật có tốc độ cao nhất được lựa chọn chiến đấu trước. Mỗi đội chơi có thể đưa nhiều nhất năm nhân vật vào trận chiến, và đấu với nhau theo lượt, với đội nào có tốc độ cao hơn sẽ được đánh lượt trước. Các nhân vật có thể áp các hiệu ứng buff lên đồng đội của mình và chiến đấu với địch thủ. Đội chiến thắng là đội còn ít nhất một nhân vật còn sống.

## Tiếp nhận
Trò chơi nhận được nhiều đánh giá tích cực từ giới phê bình, với số điểm 72/100 trên hệ thống tổng hợp kết quả đánh giá Metacritic. Trò chơi cũng được chọn vào mục "Lựa chọn của Biên tập viên" của App Store.